# Karl Landsteiner
Karl Landsteiner (14. června 1868, Vídeň – 26. června 1943, New York) byl rakouský biolog a lékař (patolog). V roce 1930 mu byla udělena Nobelova cena za fyziologii a medicínu za výzkumy typů lidské krve. Spoluobjevil virus dětské obrny i krevní Rh faktor.

## Mládí
Narodil se do židovské rodiny Leopolda Landsteinera (1818–1875), renomovaného vídeňského žurnalisty a šéfredaktora Die Presse, a Franzisky roz. Hessové (1837–1908), která se narodila v Prostějově. Když v 56 letech otec zemřel, bylo Karlovi pouhých 6 let, což jej velice sblížilo s matkou. Po vystudování střední školy nastoupil na studium medicíny na Vídeňskou univerzitu a svou doktorskou práci obhájil roku 1891. Již jako student publikoval pojednání o vlivu stravy na složení krve.
Mezi lety 1891 a 1893 studoval Karl Landsteiner chemii ve Würzburgu pod vedením Hermanna Emila Fischera, v Mnichově, kde za ním stál Eugen Bamberger a v Zürichu s podporou Arthura Rudolfa Hantzsche. V tomto období napsal řadu článků, některé ve spolupráci se svými profesory.

## Objev polioviru
Po návratu do Vídně nastoupil na Hygienickém institutu jako asistent Maxe von Grubera a zaměřoval se imunitní mechanismy a podstatu protilátek. Od listopadu 1897 do roku 1908 pracoval jako asistent na patologicko-anatomickém institutu Vídeňské univerzity pod záštitou Antona Weichselbauma, kde publikoval 75 článků, pojednávajících o sérologii, bakteriologii, virologii a patologické anatomii. V návaznosti provedl tou dobou okolo 3 600 pitev. Pod Weichselbaumem prošel Landsteiner postgraduálním studiem a habilitačním řízením v roce 1903. Od roku 1908 do roku 1920 pracoval Landsteiner jako prosektor ve vídeňském Wilhelminspitalu a roku 1911 složil přísahu jako profesor patologické anatomie. V této době objevil ve spolupráci s Erwinem Popperem infekční povahu dětské obrny (poliomyelitidy) a izoloval jejího původce – poliovirus. Jako uznání za tento převratný objev, který se ukázal být základem pro boj s dětskou obrnou, byl posmrtně uveden do Polio Hall of Fame ve Warm Springs v Georgii, jež byla otevřena v lednu roku 1958.

## Výzkum krevních skupin
Roku 1900 objevil Karl Landsteiner, že krev dvou lidí po kontaktu tzv. aglutinuje (shlukuje se) a o rok později zjistil, že se tak stane prostřednictvím kontaktu krve s krevním sérem. Dospěl k závěru, že jsou tři typy lidské krve, a sice A, B a C (nyní značena 0) a že krevní transfúze provedená mezi lidmi stejné krevní skupiny nevyvolává hemolýzu (destrukci červených krvinek), zatímco u transfúze mezi lidmi skupin rozdílných se tak stává. Na základě těchto poznatků provedl Reuben Ottenberg roku 1907 v New Yorku první úspěšnou krevní transfúzi.
Zde navázali Landsteinerovi kolegové, kteří o dva roky později popsali čtvrtou skupinu jako „výjimku z Landsteinerova pravidla“, ale správnou klasifikaci skupin provedl roku 1907 Jan Janský, který zaručil spolehlivost dělení. Američan William Lorenzo Moss dospěl k naprosto stejným výsledkům (o svých předchůdcích nevěděl), ale až o tři roky později. Nyní tak s definitivní platností přibyla ve známost i skupina AB – tito jedinci se považují za univerzální příjemce, protože jejich krev neobsahuje žádné protilátky proti daným antigenům A a B. Krev skupiny 0 může být naopak libovolně darována jiným skupinám, tedy se jedná o univerzální dárce, neboť nemá ani antigen A ani antigen B, a tedy nevyvolává imunitní reakci.
Landsteiner byl za své průkopnické práce v této oblasti odměněn Nobelovou cenou za fyziologii nebo medicínu za rok 1930 a po právu je nazýván otcem transfúzní medicíny.

## V Nizozemsku a ve Spojených státech
Po první světové válce bylo celé Rakousko v desolátním stavu a Landsteiner zde nespatřoval možnosti v pokračování ve své práci, a proto se přestěhoval do Nizozemska a přijal zde post prosektora v malé nemocnici – nynější MCH Westeinde v Haagu. Za účelem zlepšení své finanční situace také přijal práci v továrně na tuberculin. Rovněž dále publikoval a pět z jeho článku se dočkalo vydání na Nizozemské královské akademii umění a věd.
Pracovní podmínky se posléze ukázaly nebýt o mnoho lepší než v poválečné Vídni, a tak přijel čtyřiapadesátiletý Landsteiner i s rodinou do New Yorku na pozvání Simon Flexnera pracovat v Rockefellerově institutu. Během dvacátých let se zabýval imunitou a alergiemi. Roku 1940 spolu s Alexandrem Wienerem objevil Rh faktor (pojmenován podle makaků, anglicky Rhesus Macaque, na nichž byl Rh faktor objeven), který se označuje buď jako pozitivní, nebo negativní.

## Osobní život
Landsteiner konvertoval ze židovství k římskému katolictví roku 1890. Později se oženil s Leopoldinou Helenou Wlastovou, řeckou katoličkou, která také přijala manželovu víru. V druhé polovině třicátých let (již v Americe) podnikl neúspěšné právní kroky proti vydavateli, který jej zahrnul do knihy Who is who in American Jewry (Kdo je kdo mezi americkými Židy) – Landsteiner prohlásil, že „bude na škodu zdůrazňovat víru mých předků.“

## Zajímavosti
Je po něm pojmenován kráter Landsteiner na přivrácené straně Měsíce. Je zobrazen na poslední rakouské bankovce 1 000 šilinků před přijetím měny euro.